# كريستينا سكوفيلد
كريستينا سكولفيد أو كريستينا روز شخصية خيالية في المسلسل الأمريكي بريزون بريك يؤودي دورها الممثلة كاثلين كوينلان والدة مايكل سكوفيلد ولينكون بوروز ذكرت أول مرة في الموسم الثاني من المسلسل وكان أول ظهور فعلي لها في الموسم الرابع.
أصيبت كريستينا بورم دماغي هدد حياتها مثل الذي أصيب بها مايكل ومن ثم عالجتها الكومباني بتقنيات طبية متطورة ومن ثم اختفت عندما كان أبنائها أطفال وأشاعت أنها توفيت.
قال لينكون بروز أن ذكاء مايكل يضاهي ذكاء أمة كريستينا.
ابتدأت العمل لدى الكومباني مباشرة ومن ثم حاولت الانقلاب ضد الجنرال جوناثان كرانتز لتسيطر على الكومباني...
تبينت أهدافها أنها تحاول بيع سيلا للهند لكي تقوم حرب بينها وبين الصين لكن ابنها مايكل أفشل مخططها وحاولت قتلة لكن قتلت كرستينا على يد الدكتورة سارة تنكرادي لتنقذ مايكل